# Boissy-Maugis
Pour les articles homonymes, voir Boissy.
Boissy-Maugis [bwasi moʒi] est une ancienne commune française, située dans le département de l'Orne en région Normandie. Elle fusionne le 1er janvier 2016 au sein de la commune nouvelle de Cour-Maugis sur Huisne.

## Géographie
La commune est au nord du Perche. Son bourg est à 5,5 km au nord-ouest de Rémalard, à 12 km au sud de Longny-au-Perche, à 16 km au nord-est de Bellême et à 16 km au sud-est de Mortagne-au-Perche.
Le point culminant (249 m) se situe en limite nord-est, près du lieu-dit Saint-Laurent. Le point le plus bas (122 m) correspond à la sortie de l'Huisne du territoire, au sud-est.
| Monceaux-au-Perche                  | Bizou             | Bizou    |
| Saint-Victor-de-Réno, Maison-Maugis | Boissy-Maugis     | Rémalard |
| Maison-Maugis                       | Bellou-sur-Huisne | Rémalard |

## Toponymie
Le toponyme Boissy est attesté sous la forme de Buxido au début du XIe siècle. 
Il est issu du gallo-roman BUXU (latin buxus) « buis », suivi du suffixe à valeur collectif -ETU (> -ido, latin -etum) qui sert à désigner un ensemble de végétaux appartenant à la même espèce, d'où le sens global de « lieu planté de buis », la dimension locative est surtout rendue par le suffixe -(I)ACU, ce qui explique que là où on attendrait une forme régulière du type Boissey (mal graphiée en Boissay), on trouve une terminaison -y qui résulte de l'évolution régulière du suffixe -(I)ACU.
L'étymologie est similaire à celle d'autres communes ornaises telles Boëcé, Boissei-la-Lande et Boucé. Maugis est un anthroponyme, bien attesté, que l'on retrouve dans Maison-Maugis.
Le gentilé est Boissy-Maugien.

## Histoire
L'affaire criminelle Ardi Ben Kedhir s'y déroule en juillet 1944, se concluant par une condamnation à mort à la cour d'assises de l'Orne le 18 mai 1946. L'auteur y avait jeté un jeune marocain, Mezred, dans un puits de marnière de vingt-trois mètres de profondeur.

## Politique et administration
| Période                                  | Période   | Identité        | Étiquette | Qualité            |
| ---------------------------------------- | --------- | --------------- | --------- | ------------------ |
| avant 1988                               | ?         | Raymond Poivret |           |                    |
| 1989                                     | mars 2008 | Anske Koning    | SE        | Agriculteur        |
| mars 2008                                | En cours  | Guy Rigot       | SE        | Moniteur horticole |
| Les données manquantes sont à compléter. |           |                 |           |                    |

Le conseil municipal était composé de onze membres dont le maire et deux adjoints.

## Démographie
Boissy-Maugis a compté jusqu'à 1 193 habitants en 1836.
| 1793  | 1800 | 1806  | 1821  | 1836  | 1841  | 1846  | 1851  | 1856  |
| ----- | ---- | ----- | ----- | ----- | ----- | ----- | ----- | ----- |
| 1 013 | 976  | 1 116 | 1 120 | 1 193 | 1 125 | 1 119 | 1 110 | 1 082 |

| 1861  | 1866  | 1872 | 1876 | 1881 | 1886 | 1891 | 1896 | 1901 |
| ----- | ----- | ---- | ---- | ---- | ---- | ---- | ---- | ---- |
| 1 069 | 1 030 | 973  | 962  | 901  | 830  | 835  | 807  | 755  |

| 1906 | 1911 | 1921 | 1926 | 1931 | 1936 | 1946 | 1954 | 1962 |
| ---- | ---- | ---- | ---- | ---- | ---- | ---- | ---- | ---- |
| 724  | 711  | 578  | 602  | 624  | 602  | 554  | 555  | 471  |

| 1968 | 1975 | 1982 | 1990 | 1999 | 2004 | 2009 | 2013 | - |
| ---- | ---- | ---- | ---- | ---- | ---- | ---- | ---- | - |
| 416  | 387  | 380  | 351  | 374  | 416  | 371  | 358  | - |

## Lieux et monuments
Boissy-Maugis possède un pont médiéval qui traverse l'Huisne. Les maisons du village sont généralement construites avec des matériaux traditionnels.
- Dolmen de la Grosse-Pierre, inscrit au titre des monuments historiques[12].
- Manoir de la Moussetière ou manoir du Perche de la Moussetière, du XVe siècle, également inscrit[13],[14].
- Église Saint-Germain-de-Paris.
- Éperon barré, dans le bois de Saint-Laurent, au nord de la ferme de Maisoncelles. Le site, probablement d'origine protohistorique, supporte une motte castrale[14].

## Activité, label et manifestations
La commune est une ville fleurie (trois fleurs) au concours des villes et villages fleuris.